# Momox

Logo der Kernmarke medimops

Die Momox SE (bis 13. Dezember 2022: Momox AG, bis 1. Dezember 2021: Momox GmbH) ist ein 2006 in Berlin gegründetes Re-commerce-Unternehmen für den An- und Verkauf von gebrauchten Büchern und Medien und betreibt den Onlineshop Medimops. Momox war Anfang 2006 das erste deutsche Unternehmen für Re-commerce.
Laut Auskunft des Unternehmensgründers steht der Name „momox“ für „Moderner Medien Online Express-Ankauf“.

## Geschichte und Entwicklung
Christian Wegner aus Fürstenwalde/Spree begann im Jahr 2004 aus der Arbeitslosigkeit heraus, seine vom Trödelmarkt inspirierte Geschäftsidee mit 1500 Euro Startkapital und 20 m² Lagerfläche als Ich-AG in die Tat umzusetzen. Nach schnellen anfänglichen Erfolgen über die Plattformen eBay und Amazon wurde im Mai 2006 mit der Momox GmbH ein Start-up-Unternehmen gegründet und die eigene Ankaufsplattform für Bücher, CDs und DVDs momox.de entwickelt. 2007 folgte der Onlineshop Medimops. Momox gehört damit zu den Branchenpionieren. Den Namen Momox trug 1972 ein Konzentrations- und Gedächtnisspiel (Gesellschaftsspiel) des Spiele-Unternehmens Spear.
2010 traten weitere Investoren in das Unternehmen ein, darunter der Venture-Capital-Investor Acton Capital Partners aus München. Firmengründer Wegner reduzierte seine Anteile auf 67 Prozent. Ab Ende 2011 wurde das Unternehmen in den Ländern Frankreich, Österreich und Großbritannien auch international aktiv. Im selben Jahr wurden die Lagerkapazitäten mit zwei neuen Logistikzentren in Leipzig und Neuenhagen bei Berlin zusätzlich zum Stammsitz Berlin erweitert und ein Abholservice angeboten.
2013 übergab Christian Wegner sein Amt als Vorstand an Heiner Kroke und kümmerte sich um die Erweiterung des Geschäftsmodells für den Bereich Mode. Im Folgejahr eröffnete Momox die Onlineplattform ubup.com („used but precious“), mittlerweile umbenannt in momoxfashion.com – einen Online-Shop für den An- und Verkauf von Secondhandkleidung namhafter Bekleidungsmarken. Durch die gesteigerte internationale Aktivität im Medienbereich und das beschleunigte Wachstum im Handel mit Markenkleidung wuchs der Umsatz von 150 Millionen Euro im Jahr 2016 auf 200 Millionen Euro im Jahr 2018 und 250 Millionen Euro im Jahr 2019.
Ende 2018 erfolgte eine hohe Beteiligung durch die norwegische Private-Equity-Gesellschaft Verdane Capital.
Christian Wegner verließ das von ihm gegründete Unternehmen im August 2019 und verkaufte seine Anteile an den neuen Mehrheitseigentümer Verdane Capital aus Norwegen. Zum 2. Dezember 2021 wandelte momox seine Rechtsform von einer GmbH hin zu einer Aktiengesellschaft um. Verdane Capital hielt einen Anteil von 85 % an der neuen AG.
Im Jahr 2022 erfolgte eine Expansion des Angebotes nach Spanien und Italien. Am 14. Dezember 2022 erfolgte die Umwandlung von einer AG hin zu einer Europäischen Gesellschaft.

## Standorte
- Stammsitz Berlin[23]
- Logistikzentrum in Leipzig (900 Mitarbeiter und 70.000 Quadratmeter Grundfläche (Stand: Januar 2021), seit 2011, Bücher und Medien )[24]: pro Tag werden dort nach eigenen Angaben 50.000 Pakete verschickt[25]
- Logistikzentrum in Neuenhagen bei Berlin (Kleidung )[26]
- Logistikzentrum in Stobno, Polen (Bücher und Medien )[27]
- zwei weitere Standorte in Polen: Stettin und Przecław[28][29]

## Rezeption
Bezogen auf die Anzahl der Kundenbewertungen im Amazon-Marketplace belegt Momox mit seinem deutschen Verkaufskanal medimops Platz eins und steht mit seinem französischen Verkaufskanal momox-shop.fr auf Platz vier.
2012 erhielt Momox den Zukunftspreis Brandenburg mit der Begründung „innovative Gründung mit anschließender atemberaubender Entwicklung“.
Nach Recherchen des deutschen Fernsehmagazins WISO kam es 2021 bei Momox zu Unregelmäßigkeiten bei der Bearbeitung eingesandter Bücher, die dem Verkäufer als „nicht verkaufbar“ oder „nicht mitgesendet“ deklariert, anschließend aber  auf Medimops zum Verkauf angeboten wurden.